# Idaea vulpinaria
Idaea vulpinaria là một loài bướm đêm trong họ Geometridae.